# Isophya speciosa
Isophya speciosa är en insektsart som först beskrevs av Frivaldsky 1867.  Isophya speciosa ingår i släktet Isophya och familjen vårtbitare. Inga underarter finns listade i Catalogue of Life.